# استفتاء كيبيك 1995
كان استفتاء استقلال كيبيك 1995 ثاني استفتاء عام لسؤال الناخبين في مقاطعة كيبيك الكندية المتحدثة باللغة الفرنسية فيما إذا كان على كيبيك إعلان السيادة الوطنية لتصبح دولة مستقلة، مع تقديم اتفاق سياسي واقتصادي لكندا بمثابة شرط مسبق.
تتويجًا لسنوات عديدة من النقاش والتخطيط بعد فشل الاتفاقات الدستورية في وفاق شارلوت تاون ووفاق بحيرة ميتش، أُطلق الاستفتاء الشعبي من قِبل حكومة الحزب الكيبيكي الإقليمية برئاسة جاك باريزو. على الرغم من التنبؤات الأولية بهزيمة سيادية ثقيلة، فقد تبع ذلك حملة معقدة وحافلة بالأحداث، وازدهر جانب «نعم» بعد أن استولى عليه زعيم الكتلة الكيبيكية لوسيان بوشارد.
أدى الصعود السريع لحملة «نعم» والعجز الواضح لشخصيات حملة «لا» في محاربة رسالتهم إلى خلق جو من الريبة، سواء في الحكومة الفدرالية أو في جميع أنحاء كندا.
جرى التصويت في 30 أكتوبر 1995، وشهد أكبر إقبال للناخبين في تاريخ كيبيك وذلك بنسبة (93.52%). حصل خيار «لا» على 54,288 صوتًا (50.58%). قال باريزو لاحقًا، الذي أعلن عن استقالته المعلقة من منصب رئيس وزراء كيبيك في اليوم التالي، أنه لكان شرع سريعًا بإعلان الاستقلال أحادي الجانب لو كانت نتيجة الاستفتاء مختلفة ولو رُفضت المفاوضات أو أوقفت، وكُشف عن هذا البند الأخير لاحقًا بأنه الموقف الفدرالي في حالة فوز حملة «نعم».
ترددت أصداء الجدل حول فرز الأصوات الإقليمية والتورط المالي الفدرالي المباشر في الأيام الأخيرة من الحملة في الحياة السياسة الكندية لأكثر من عقد بعد إجراء الاستفتاء. في أعقاب النتيجة المباشرة، أحالت الحكومة الفدرالية، بعد إقرارها بشكل انفرادي لكيبيك كمجتمع منفصل وتعديل طريقة النقض الدستوري الفدرالي، القضية إلى المحكمة العليا الكندية، التي ذكرت أن الانفصال أحادي الجانب المنصوص عليه في الاستفتاء كان غير قانوني.

## توطئة
استعدادًا للاستفتاء الشعبي، أُرسل مشروع قانون احترام مستقبل كيبيك إلى كل أسرة في كيبيك (يُشار إليه أيضًا باسم مشروع قانون السيادة)، مع إعلان اللجنة الوطنية المعنية بمستقبل كيبيك البدء في فبراير 1995. جرت مقاطعة اللجنة من قِبل الحزب الليبرالي في كيبيك، والحزب الليبرالي الكندي، والحزب التقدمي المحافظ الكندي.
أصبحت قضية النقاش الأساسية داخل حركة السيادة حول ماهية شروط السيادة التي ستُعرض على الناخبين. عارض باريزو، الذي رُبط منذ فترة طويلة بالجناح المستقل للحزب، التفضيل التاريخي العام لحزب كيبيك لعلاقة اقتصادية مع بقية كندا تُقدم جنبًا إلى جنب مع السيادة، إذ اعتقد أن هذا من شأنه أن يشجع الحكومة الفدرالية على رفض التفاوض ببساطة ونبذ المشروع باعتباره فاشل، كما حدث في عام 1980. من الناحية العملية، اعتقد باريزو أنه نظرًا للوقائع المعنوية للانفصال، فإن الشراكة الخاصة غير مرجحة، ونظرًا لاتفاقيات التجارة الحرة والمؤسسات المتعددة الأطراف الأخرى، فهي غير ضرورية.
خلق موقف باريزو معارضة في حركة السيادة، التي التفّت حول زعيم كتلة كيبيك لوسيان بوشارد. كان بوشارد، وهو شخصية شهيرة وجذابة، على وشك الموت بسبب التهاب اللفافة النخار وفقد ساقه اليسرى. أتاح شفاءه وظهوره العلني اللاحق على عكازين، نقطة تجمع للسياديين والجمهور بشكل عام. اعتقد بوشارد أن الاقتراح الذي يفتقر إلى الشراكة سيقضي على المشروع بين أتباع الوطنية الخفيفة (مثله) الذين كانوا قلقين بشأن العواقب الاقتصادية للانفصال.
مع إظهار استطلاعات الرأي بأن نهج باريزو من غير المرجح أن يتجاوز 40% من التأييد في الاستفتاء، فقد انخرط قادة الحركة في نقاش عام ساخن. بعد أن نقل باريزو موعد الاستفتاء المخطط إلى الخريف، أثار نائب رئيس وزراء كيبيك برنارد لاندري الغضب بقوله إنه لن يرغب بالمشاركة في معركة «كهجوم اللواء الخفيف». خلال مؤتمر الكتلة في أبريل، بعد خطابٍ طالب بتغييرٍ في الاتجاه، أعرب بوشارد من خلال برنامج إذاعي عن وجود ترددٍ حول المشاركة إذا لم يُشمل اقتراح شراكة. ذكر ماريو دومون، زعيم الحركة الديمقراطية الجديدة في كيبيك، أنه لن ينظر في المشاركة في الاستفتاء إلا إذا كانت الشراكة جزءًا من السؤال.
تضمنت النتائج النهائية للجنة الوطنية، الصادرة في 19 أبريل، بيانًا ينص بأن الجمهور يرغب عمومًا في شراكة اقتصادية مع كندا. خوفًا من أن يُضعَف موقف بوشارد ودومون أكثر مع بدء الاستفتاء، وافق باريزو على التفاوض على نهج أوسع، ووافق على بيان يتضمن شراكة مع دومون وبوشارد في 12 يونيو 1995. احتوت الاتفاقية على تفاصيل عملية مفاوضات الشراكة، وخطة عامة لطلب «السيادة» مع اشتراط عرض شراكة اقتصادية واجتماعية يجري التفاوض بشأنها وتُقدم إلى بقية كندا. الأهم من ذلك بالنسبة لباريزو، أن الاتفاقية سمحت أيضًا للحكومة بإعلان الاستقلال الفوري إذا لم تنجح المفاوضات أو تُقبل بعد استفتاء ناجح.

### برتراند ضد كيبيك
دفع الاستفتاء الوشيك إلى اتخاذ عدد من الإجراءات في محكمة كيبيك العليا، والتي عُززت بموجب طلب المحامي البارز جاي برتراند. طالب برتراند بإصدار أوامر قضائية مؤقتة ودائمة ضد إجراء الاستفتاء. رفض النائب العام الفدرالي التدخل، وبعد فشله في التماسٍ لإسقاط الطلب، انسحب نائب كيبيك العام بصورة فردية من جلسة الاستماع. قدمت حكومة كيبيك جلسة سبتمبر الخاصة بالجمعية الوطنية لمدة يومين للتأكد من أن الحصانة البرلمانية ستمنع استدعاء أعضاء اللجنة الوطنية للإدلاء بشهادتهم.
وجد القاضي ليساج أنه لا يمكن تنفيذ الانفصال بشكل قانوني إلا من خلال تعديل دستوري وفقًا للمادة الخامسة من قانون الدستور، 1982، وأن إعلان الاستقلال من جانب واحد سيكون «غير قانوني بكل وضوح». رفض ليساج إصدار أمر قضائي بوقف الاستفتاء، إذ اعتقد أن القيام بذلك قد يشل عمل الحكومة ويسبب اضطرابًا أكثر من الاستفتاء الجاري. اختارت المحكمة حكمًا توضيحيًا، معلنة أن مشروع قانون السيادة والاستفتاء يشكلان تهديدًا خطيرًا على حقوق برتراند التي ينص عليها الميثاق الكندي للحقوق والحريات.
شجب باريزو القرار باعتباره غير ديمقراطي، وذكر أن قانون الدستور،1982 لا ينطبق على كيبيك، ورفض تغيير الجدول الزمني للاستفتاء. صرح مدعي عام كيبيك بول بيجن أنه يعتقد أن الاستفتاء الخارج عن نطاق الدستور قانونيّ وفقًا للقانون الدولي. أعلن دانيال جونسون في اليوم التالي أن الحكم لن يغير إستراتيجية حملة «لا». تساءل بعض المسؤولين الفدراليين عما إذا كان يمكن إشراك مستوى إدارتهم بعد الإعلان، ولكن في النهاية قررت الحكومة الفدرالية المشاركة.

### سؤال الاستفتاء
في قراءة مثيرة في مسرح كيبيك الكبير في 6 سبتمبر، كُشف عن النسخة النهائية لمشروع قانون السيادة. عُرض مشروع القانون على الجمعية الوطنية في انتظار نتيجة الاستفتاء.
كان السؤال في استفتاء عام 1980، في محاولة لبناء تحالف واسع، يسعى فقط إلى الحصول على سلطة التفاوض على السيادة مع الحكومة الكندية، وكان هناك وعد بإجراء استفتاء ثان للتصديق على نتائج أي مفاوضات. يعتقد باريزو أن إجراء استفتاء ثان أمر غير ضروري وسيشجع فقط بقية كندا على استخدام تكتيكات للتأخير. تضمنت مسودة القانون الأولي سؤالًا يطالب فقط بصلاحية إعلان سيادة كيبيك.

وفقًا لاتفاقية الشراكة مع بوشارد ودومون، غُيّر سؤال الاستفتاء ليشمل اتفاقية الشراكة. قُدم في 7 سبتمبر 1995 للتصويت عليه في 30 أكتوبر 1995. طُرح السؤال باللغة الإنجليزية على ورقة الاقتراع:
هل توافق على أن تصبح كيبيك مستقلة، بعد أن قدمت عرضًا رسميًا لكندا من أجل شراكة اقتصادية وسياسية جديدة، في نطاق مشروع القانون الذي يحترم مستقبل كيبيك والاتفاقية الموقعة في 12 يونيو 1995؟
تعرض السؤال لانتقادات فورية من الفدراليين، الذين لم يكن لديهم أي مساهمة في الصياغة. وصرح زعيم حزب كيبيك الليبرالي دانييل جونسون أن النص محير وكان يجب على الأقل أن يحتوي على كلمة «دولة». جادل فدراليون بارزون بأن سؤال الاستفتاء لا ينبغي أن يذكر مقترحات «الشراكة»، بسبب عدم إظهار أي من القادة السياسيين الكنديين خارج كيبيك أدنى اهتمام بالتفاوض على اتفاقية شراكة محتملة مع كيبيك المستقلة، ويمكن القول أنه لا يوجد كيان قادر على إجراء مثل هذه المفاوضات.
جادل فدراليون آخرون بأن السؤال يفترض بشكل خاطئ التوصل إلى اتفاق بين كندا وكيبيك بشأن شراكة في 12 يونيو1995. أعرب باريزو لاحقًا عن أسفه لأنه كان ينبغي ذكر الاتفاقية في السؤال، لكنه أشار إلى أن اتفاقية 12 يونيو 1995 قد أُرسلت إلى كل ناخب مسجل في المقاطعة.